# Компостела (футбольный клуб)
«Компостела» (исп. и галис. SD Compostela) — испанский футбольный клуб из города Сантьяго-де-Компостела, в провинции Ла-Корунья. Клуб основан в 1962 году, домашние матчи проводит на арене «Сан Лазаро», вмещающей 13 000 зрителей. В 90-х годах 20-го века «Компостела» провёл четыре сезона в Примере, последним из которых стал сезон 1997/98. Лучшим достижением команды является 10-е место в сезоне 1995/96. С середины 2000-х годов клуб испытывает финансовые трудности, в результате чего в основном играет лишь на региональном уровне.

## Сезоны по дивизионам
- Примера — 4 сезона
- Сегунда — 7 сезонов
- Сегунда B — 15 сезонов
- Терсера — 22 сезона
- Региональные лиги — 11 сезонов